# Nach Wriezen
Nach Wriezen ist ein deutscher Dokumentarfilm aus dem Jahr 2012 von Daniel Abma. Der Film wurde im Oktober 2012 auf dem Dokumentarfilmfestival DOK Leipzig uraufgeführt, 2013 auf allen einschlägigen Dokumentarfilm-Festivals gezeigt und mehrfach ausgezeichnet.

## Inhalt
Der Film begleitet drei straffällig gewordene Jugendliche – darunter einen der Täter bei der Ermordung Marinus Schöberls – von dem Tag ihrer Entlassung aus der JVA Wriezen über einen Zeitraum von drei Jahren und zeigt dabei den schwierigen Prozess der Resozialisierung.

## Kritik
„Der Regisseur stellt in seinem Film existenzielle Fragen über die heutige Gesellschaft, über die Voraussetzungen für ein gelingendes Leben und ob sich ehemalige Sträflinge jemals vom Makel eines „Knacki“ befreien können.“, so der Kommentar des Internetportals Kino & Co.
Der Filmdienst bezeichnet den Film als „mutige Langzeitbeobachtung über die Schwierigkeiten eines neuen Starts und das latente Gewaltpotenzial einer Gesellschaft“.

## Festivals und Auszeichnungen (Auswahl)
2012:
- DOK Leipzig International Leipzig Festival for Documentary and Animated Film (German Competition)
- IDFA International Documentary Film Festival Amsterdam, Niederlande (Nomination Student Competition)

2013:
- One World Human Rights Documentary Film Festival Prag, Tschechien
- Thessaloniki Documentary Festival, Griechenland
- Docudays UA International Human Rights Documentary Film Festival, Kiev, Ukraine (Audience Award)
- Achtung Berlin new berlin film award (Documentary Competition, Special mention ecumenical jury)
- SEHSÜCHTE 42. International Studentfilmfestival, Potsdam (Winner Documentary Competition & Best Editing)
- Filmkunstfest Schwerin (Documentary Competition)
- Neissefilmfestival, Grosshenningsdorf
- DOK.fest München (Filmschool Competition)
- Antenna International Documentary Festival, Sidney, Australien
- Nürnberger Filmfestival der Menschenrechte, Nürnberg
- CinéDOC – Documentary Film Festival, Tiflis, Georgien (International competition)
- Minsk International Film Festival LISTAPAD, Minsk, Belarus (Best 1st–2nd Documentary)
- 30. Kasseler Dokumentarfilm- und Videofest, Kassel (Documentary Competition, Special mention)
- Pravo Ljudski Film Festival, Sarajevo, Bosnien-Herzegovina (Best Film)
- FILMZ festival des Deutschen Kino, Mainz (Documentary competition)

2014:
- Favourites Film Festival Bremen (Best Film)

2015:
- Grimme-Preis in der Kategorie „Information & Kultur“